# Platycrates gypsopeda
Platycrates gypsopeda är en fjärilsart som beskrevs av Edward Meyrick 1932. Platycrates gypsopeda ingår i släktet Platycrates och familjen mott. Inga underarter finns listade i Catalogue of Life.